# Нагиба, Иван
Иван Нагиба — русский землепроходец XVII века, якутский казак.
Около 1650 года Ерофей Хабаров отправился из Якутска со значительным отрядом казаков для исследования Амура. Более полутора лет о нём не было никаких известий. Тогда для его поиска, также из Якутска, отправился Нагиба с отрядом в 30 человек. 
Дойдя до Амура и разойдясь с Хабаровым, он построил несколько стругов, и спустившись вниз, несмотря на противодействие дауров и в особенности гиляков, добрался до устья реки. Во время плавания по Амуру Нагиба составлял его описание. 
Выйдя в море и отразив нападение гиляков на его тяжёлые струги, Нагиба потерпел крушение от бури. Выкинутый ею на берег, он с частью своих товарищей с большим трудом добрался до «Камня» (Становых гор), в устье неизвестной реки провёл осень, и только в 1653 году, выйдя к Лене, возвратился в Якутск.